# Серби-мусульмани
Серби-мусульмани (серб. кир.: Срби муслимани, трансліт. Srbi muslimani) або серби-магометани (серб. кир.: Срби мухамеданци, трансліт. Srbi muhamedanci), також згадується як Читаці (серб. кир.: Читаци) — етнічні серби, які за релігійною приналежністю є мусульманами (прихильниками ісламу).

## Використання термінаČitaci
Термін має кілька конкретних застосувань:
- Термін походить від турецького «Çıtacı», слова, яке використовується для позначення торговців, які продають дерев'яні дошки.
- В етнографічних, історичних та порівняльних релігієзнавчих дослідженнях він використовується як позначення ісламізованих сімей етнічного сербського походження.
- Його використовували як самоідентифікацію (Čitaci) у колишній Югославії.
- Він використовується в історичних дослідженнях для ідентифікації османського народу сербського походження.
- Використовується для мусульманського населення регіону Санджак (Сербія).[2]

## Історія

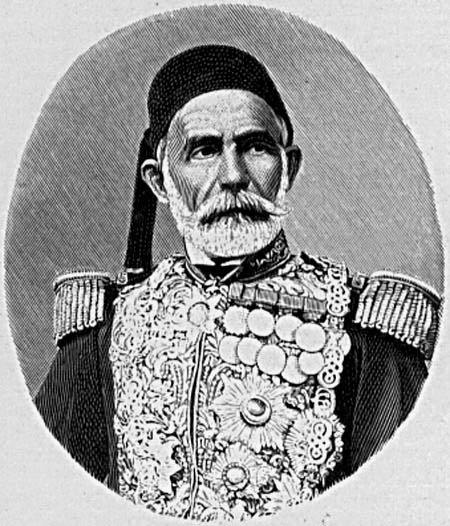
Османський генерал і державний діяч Омер Лютфі-паша (1806—1871), який був етнічним сербом за походженням

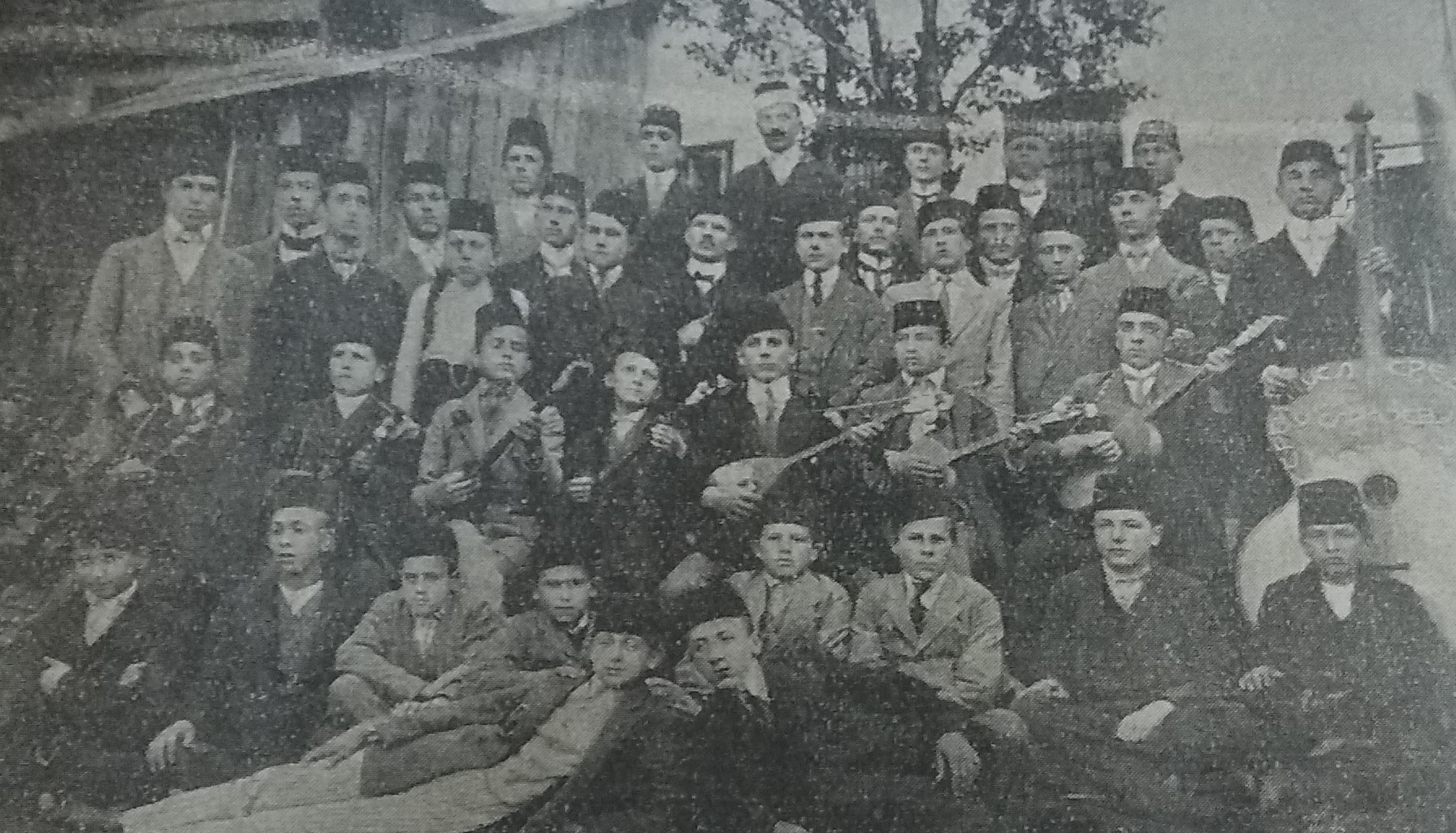
Серби-мусульмани в Сараєво, 1913 рік

Оскільки серби були і залишаються переважно православними християнами, їхня перша значна історична зустріч з ісламом відбулася в другій половині XIV століття і була відзначена турецьким вторгненням і завоюванням сербських земель (починаючи з 1371 року і закінчуючи початок XVI століття). Цей період ознаменувався першою хвилею ісламізації серед сербів. У деяких регіонах значна меншість залишила християнство та прийняла іслам, добровільно чи з необхідності під впливом османської влади. Найвідомішим мусульманином сербської національності був Мехмед-паша Соколович (1506—1579), великий візир Османської імперії (1565—1579), який був етнічним сербом за походженням, як і Омар-паша Латас.

### Королівство Югославія

#### Гаджрет
Гаджрет (відоме як Сербське мусульманське культурне товариство після 1929 року) було культурним товариством, заснованим у 1903 році, яке сприяло сербській ідентичності серед слов'янських мусульман Австро-Угорщини (сьогоднішньої Боснії та Герцеговини). Організація вважала мусульман сербами, які не мають етнічної свідомості. Думка про те, що мусульмани були сербами, ймовірно, є найдавнішою з трьох етнічних теорій серед самих боснійських мусульман. Він був демонтований Незалежною державою Хорватія під час Другої світової війни. Деякі члени, некомуністи, приєдналися до югославських партизанів або співпрацювали з ними, тоді як інші приєдналися до четників.

#### Перша світова війна
Під час Першої світової війни мусульмани приєдналися до сербської армії. Більшість були мусульманами, які мали сербську ідентичність, визнаючись сербами. Серед відомих солдатів були Мустафа Голубич, Авдо Хасанбегович, Шукрія Куртович, Ібрагім Хаджимерович, Фехім Мусакадич, Гамід Кукич, Решид Куртагич, які всі воювали на Салонікському фронті як сербські офіцери-добровольці. Серед найактивніших у групі мусульман, які вели югославську пропаганду щодо австро-угорських мусульманських військовополонених, були А. Гасанбегович, Азіс Саріч, Ф. Мусакадіч, Алія Джеміджич, Р. Куртагіч, Асім Шеремета, Гамід Кукіч та Ібрагім Хаджіомерович.

#### Друга світова війна
Під час Другої світової війни в Югославії кілька мусульман приєдналися до четників. Вони сповідували сербську етнічну ідентичність. Найвідомішим з них був Ісмет Поповац, який командував Мусульманською національною військовою організацією (МНВО). У резолюції МНВО говориться, що «мусульмани є невід'ємною частиною сербства». До четників приєднався і ветеран Першої світової війни Фехім Мусакадич.

### СФР Югославія

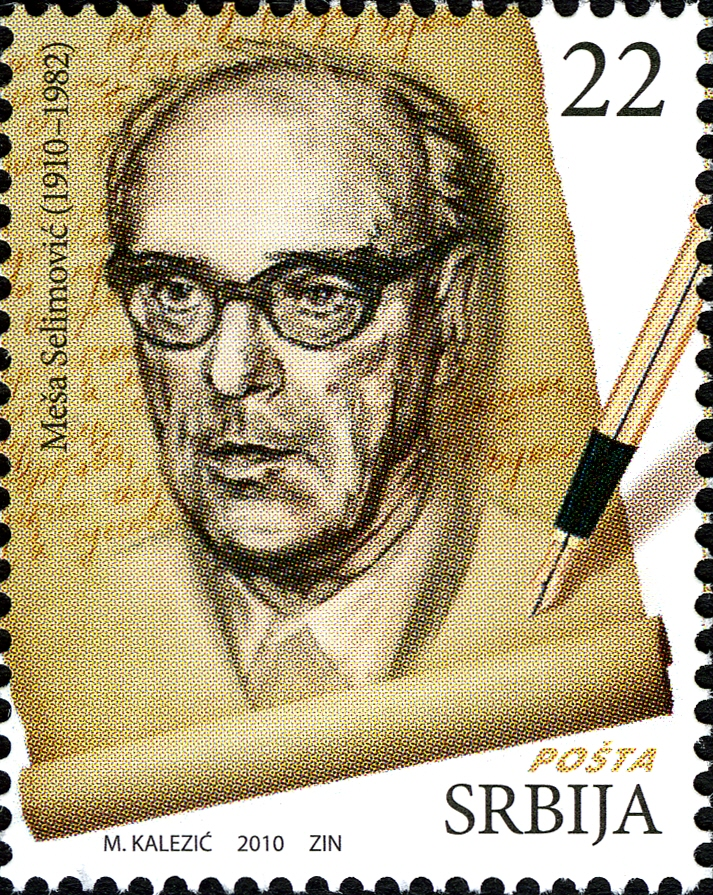
Меша Селімович, югославський письменник, декларував себе як серб-мусульманин.

До перепису 1971 року люди слов'янського мусульманського походження в Югославії могли легально визнати себе лише сербами-мусульманами, хорватами-мусульманами або мусульманами, які не визначилися з етнічною приналежністю. Переважна більшість обрала варіант «не визначився». Після 1971 року слов'яни мусульманського походження були визнані окремою етнічною групою.
Деякі видатні мусульмани в Югославії відкрито визнавали себе сербами, як-от письменник Меша Селімович.

### Югославські війни
Під час перших переговорів про розділ Боснії та Герцеговини Еюп Ґанич зауважив, що боснійці «є ісламізованими сербами» і, таким чином, повинні приєднатися до сербів, і тому повинні приєднатися до сербської сторони, в той час, коли Югославська демократична партія перейшла на бік сербів і продовжила боротьбу проти хорватів. Політолог Йохен Гіплер зазначив у 1994 році, що: «Мусульмани в основному є етнічними сербами, хорвати становлять меншість, але це не врятувало їх від вбивств з боку інших етнічних груп за те, що вони відрізняються від них».
Сербські націоналісти зазвичай наполягали на тому, що боснійські мусульмани були сербами, які відмовилися від своєї віри. Сербська історіографія наголошує на православному сербському походженні боснійців, які трактуються як відмова від зв'язків з етнорелігійною спадщиною після навернення в іслам і згодом заперечення цього через відмову прийняти сербську ідентичність. Відповідно до воєнної та післявоєнної боснійської історіографії, боснійські мусульмани в основному сербській націоналістичній історіографії представлені як нащадки психічно хворих, ледачих, рабів, жадібних землевласників, в'язнів, злодіїв, ізгоїв або як сербів, які, заплутані та переможені, вирішили слідувати релігії своїх ворогів. З одного боку, боснійські мусульмани наголошують на тому, що не мають жодних зв'язків із сербами чи хорватами, а з іншого — серби наголошують на спільному походженні та ролі окупантів у суперечці між балканськими народами.

## Переписи населення

### Сербські переписи
За переписом 2022 року в Сербії, серед тих, хто назвався етнічними сербами, 0,08 % (4238) визнали своєю релігією іслам.

## Відомі люди
- Авдо Карабегович (1878—1908), боснійський письменник[21]
- Осман Джикіч (1879—1912), боснійський письменник[21]
- Авдо Сумбул (1884—1915), журналіст і просербський активіст
- Мухамед Мехмедбашич (1886—1943), боснійський революціонер
- Мустафа Голубич (1889—1941), четник і радянський розвідник
- Хасан Ребак, письменник
- Ісмет Поповац (пом. 1943), четник Другої світової війни
- Фехім Мусакадич (пом. 1943), сербський солдат Першої світової війни та четник Другої світової війни
- Меша Селімович (1910—1982), югославський письменник
- Емир Кустуриця (нар. 1954), сербський кінорежисер
- Мустафа Міяйлович (нар. 1972) боснійський сербський спортивний коментатор
- Сулейман Спахо (нар. 1949) сербський політик
- Джелал Шенгер нар. 1955) турецький вчений. За його словами, його бабуся по батькові була сербського походження.

## Подальше читання
- Lazo M. Kostić (1967). Nauka utvrduje narodnost B-X Muslimana.